# Most Teatralny w Poznaniu
Most Teatralny w Poznaniu – wiadukt drogowy nad linią kolejową, nazywany popularnie Teatralką, w granicach administracyjnych miasta Poznania. Położony na terenie Dzielnicy Cesarskiej, w bliskim sąsiedztwie Teatru Wielkiego im. Stanisława Moniuszki. W 1987 wpisany do rejestru zabytków pod numerem A-299.

## Położenie
Stanowi przedłużenie ul. Fredry, dochodząc do skrzyżowania ul. Dąbrowskiego z ul. Roosevelta. Łączy Dzielnicę Cesarską z dzielnicą Jeżyce. Bezpośrednio przy Moście stoi dawny Niemiecki Bank Listów Zastawnych, w którym (lata 1919-1922) mieszkał Wojciech Korfanty.

## Forma i historia

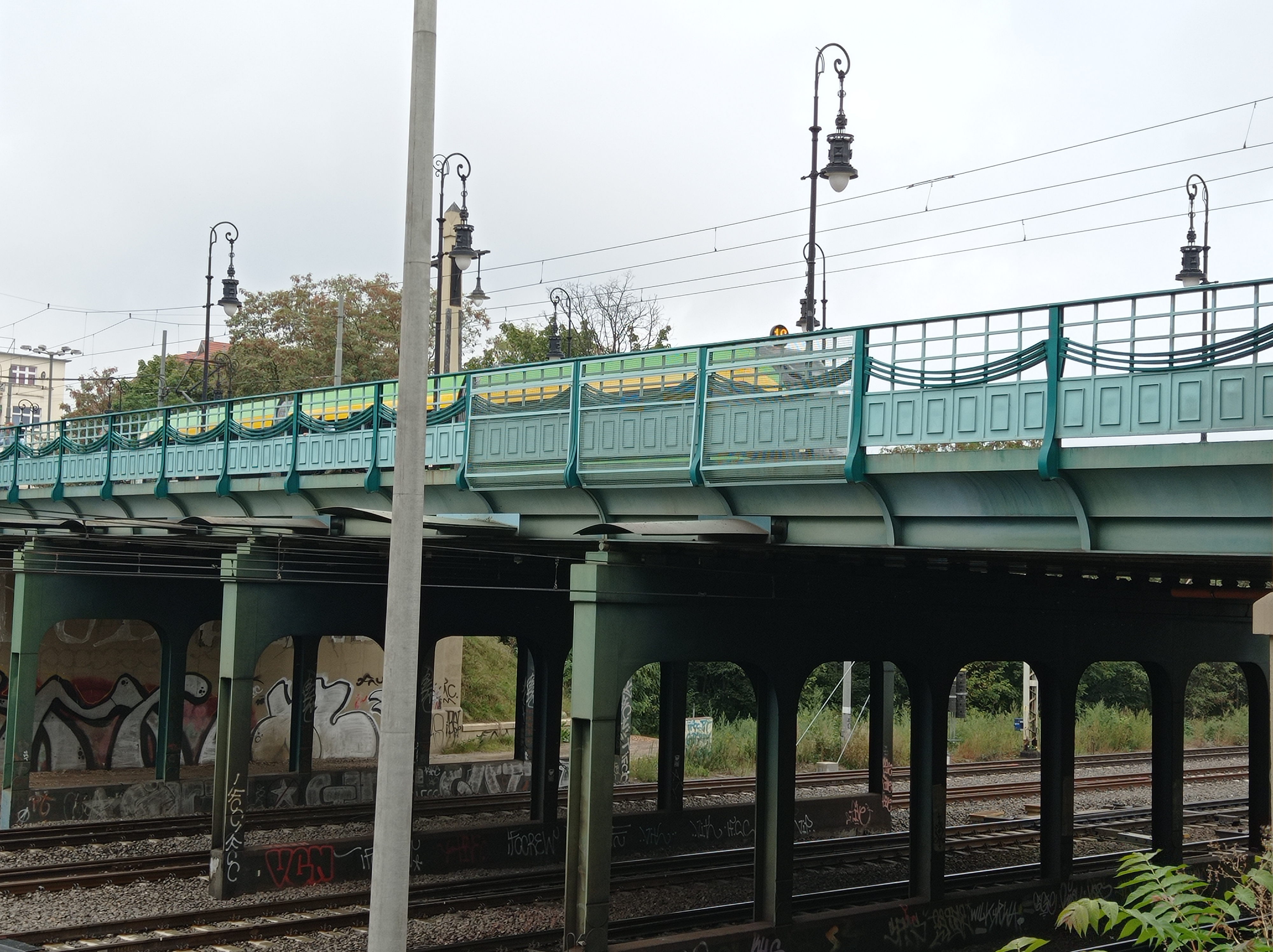

Wzniesiony w 1908. Posiada charakterystyczne masywne pylony latarni. Zniszczony podczas II wojny światowej, dawny wygląd odzyskał w 1995. Ruch samochodowy wstrzymano na obiekcie z dniem 5 marca 1987, pozostawiając ruch tramwajowy, pieszy i rowerowy. Obecnie z wiaduktu korzystają także autobusy miejskie linii nocnych.

## Tablice

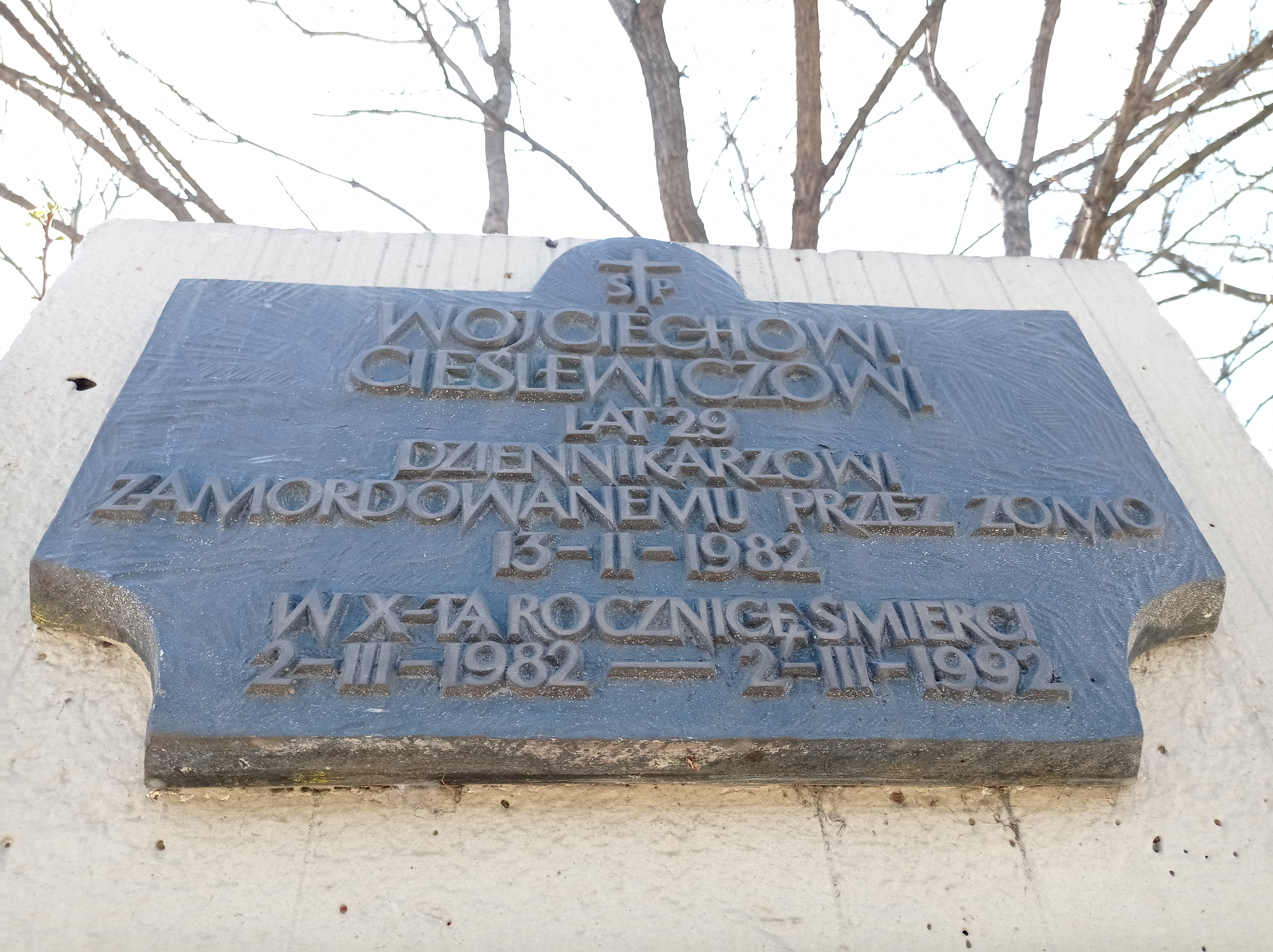

Na Moście znajdują się dwie tablice pamiątkowe:
- ku czci Wojciecha Cieślewicza (ur. 1953), dziennikarza zamordowanego przez funkcjonariuszy ZOMO w 1982 – umieszczona w pobliżu miejsca zdarzenia w dziesiątą rocznicę śmierci (2 marca 1992). Autorem stylizowanej na nagrobkową płyty był Józef Petruk[7],
- ku czci inwestora, projektantów i budowniczych Mostu po rekonstrukcji w 1995 – Pracowni Architektonicznej Ewy i Stanisława Sipińskich oraz Płockiego Przedsiębiorstwa Robót Mostowych Oddział w Poznaniu. Inwestorem było miasto Poznań.

## Dane techniczne
Wiadukt ma (?) metry długości i (?) metry szerokości:
- 2 chodniki po (?) metry każdy,
- jezdnię z wbudowanym torowiskiem tramwajowym o łącznej szerokości (?) metrów – wykorzystywaną obecnie jedynie jako droga rowerowa.